# Saint-Julien-sur-Garonne
Saint-Julien-sur-Garonne é uma comuna francesa na região administrativa de Occitânia, no departamento de Alta Garona. Estende-se por uma área de 8,15 km². Em 2010 a comuna tinha 557 habitantes (densidade: 68,3 hab./km²).